# 大斷線脂鯉
大斷線脂鯉為輻鰭魚綱脂鯉目脂鯉亞目鮭脂鯉科的其中一種，為熱帶淡水魚，分布於非洲喀麥隆Nyong、Ntem、Sanaga河及赤道幾內亞Muni河流域，體長可達9.5公分，棲息在底中層水域，生活習性不明。

## 扩展阅读
維基物種上的相關：大斷線脂鯉